# Scopelocheirus schellenbergi
Scopelocheirus schellenbergi is een vlokreeftensoort uit de familie van de Scopelocheiridae. De wetenschappelijke naam van de soort is voor het eerst geldig gepubliceerd in 1958 door Birstein & Vinogradov.